# Sebacina grisea
Sebacina grisea är en svampart som först beskrevs av Christiaan Hendrik Persoon, och fick sitt nu gällande namn av Giacopo Bresàdola 1908. Sebacina grisea ingår i släktet Sebacina och familjen Sebacinaceae.   Inga underarter finns listade i Catalogue of Life.
I den svenska databasen Dyntaxa används istället namnet Exidiopsis grisea för samma taxon.  Arten är reproducerande i Sverige.